# Gai Emili Mamercí
Gai Emili Mamercí (en llatí Caius Aemilius Tib. F. Tib. N. Mamercinus) va ser un militar romà. Formava part de la gens Emília i era de la família dels Mamercí.
Va ser tribú amb potestat consular l'any 394 aC i junt amb el seu col·lega Espuri Postumi Albí Regil·lense va fer la guerra contra els eques. Va tornar a ser tribú amb potestat consular per segona vegada el 391 aC junt amb Luci Lucreci Flau Triciptí i va derrotar a la ciutat de Volsinii.